# Leuglay
Leuglay este o comună în departamentul Côte-d'Or, Franța. În 2009 avea o populație de 343 de locuitori.

## Evoluția populației
| An        | 1975 | 1982 | 1990 | 1999 | 2006 | 2009 |
| --------- | ---- | ---- | ---- | ---- | ---- | ---- |
| Populație | 570  | 517  | 448  | 380  | 359  | 343  |